# Filattiera
Filattiera là một đô thị ở tỉnh Massa-Carrara trong vùng Toscana, tọa lạc khoảng 120 km về phía tây bắc của Florence và khoảng 35 km về phía tây bắc của Massa.
Filattiera giáp các đô thị sau: Bagnone, Corniglio, Mulazzo, Pontremoli, Villafranca in Lunigiana.